# Valdevacas y Guijar (kommun i Spanien)
Valdevacas y Guijar är en kommun i Spanien.   Den ligger i provinsen Provincia de Segovia och regionen Kastilien och Leon, i den centrala delen av landet, 80 km norr om huvudstaden Madrid. Antalet invånare är 117. Arean är 18,0 kvadratkilometer.
Terrängen i Valdevacas y Guijar är lite kuperad.